# Funny (род)
Funny (лат.) — род аранеоморфных пауков из семейства Macrobunidae клады Entelegynae. Включает 2 вида. До 2023 года трактовался в составе семейства Диктиновые пауки ткачи.

## Описание
Мелкие пауки, длина от 2,0 мм до 2,21 мм у Funny valentine и от 1,92 до 2,46 мм у Funny vetteri. Имеют неразделённый крибеллум и пальпы самцов с ретролатеральным апофизом голени. Funny похож на некоторые китайские виды Cicurina Menge, 1871, имея шесть глаз, 2 пары сперматек и дорсальный тибиальный апофиз, но может быть отличим по ретролатеральному тибиальному апофизу, разделённому на две части (ретролатеральный тибиальный апофиз не разделён у Cicurina), спермопроток частично обёрнут вокруг эмболуса (против отдельных протока и эмболуса у Cicurina) и у самок копулятивный проток незаметен (копулятивный проток длинный и заметный у Cicurina). Встречаются в Китае: Сычуань и Тибетский автономный район. Известно 2 вида. Этот род был описан в 2022 году китайскими арахнологами (Y. J. Lin и S. Q. Li) в составе семейства Dictynidae, а затем в 2023 году Горно, Крюс, Кала-Рикельме, Монтана, Спанья, Балларин, Алмейда-Сильва и Эспозито пересмотрели классификацию и поместили его в семейство Macrobunidae.
- Funny valentine Lin & Li, 2022
- Funny yanqing Lin & Li, 2024